# Kloster Sancta Maria Varangorum
Kloster Sancta Maria Varangorum ist ein ehemaliges Zisterzienserkloster in Griechenland. Es lag auf der Insel Kreta, seine genauere Lage ist nicht bekannt.

## Geschichte
Das Kloster wurde nach der Abtretung Kretas an Venedig in der Folge des Vierten Kreuzzugs als Tochterkloster des Klosters San Tommaso dei Borgognoni (Torcello) bei Venedig gegründet, das selbst eine Tochtergründung von Kloster Rosières aus der Filiation der Primarabtei Morimond war. Der Name weist auf Beziehungen zur Warägergarde hin. Im Juni 1230 wurde es vom Dogen Jacopo Tiepolo dem Zisterzienserkloster in Torcello überlassen. 1273 erbat dieses Kloster vom Generalkapitel die Erlaubnis, Mönche dorthin zu senden. Wann das Kloster genau sein Ende fand, ist nicht bekannt (s. Kloster Zaraka), jedoch scheint es bereits 1340 nicht mehr existiert zu haben.